# Kyat
Der Kyat [tʃʌt] (birmanisch ) ist die Währung von Myanmar (Burma). 

## Geschichte
Der erste Kyat zirkulierte in Burma im 19. Jahrhundert bis 1889, während der japanischen Besetzung Burmas war der zweite Kyat im Umlauf. Der (dritte) Kyat ist offizielles Zahlungsmittel seit dem 1. Juli 1952, als die Union Bank of Burma die Nachfolge des Burma Currency Board antrat. Zuvor war die Indische Rupie (1886 bis 1939) Zahlungsmittel, am 1. April 1937 begann Birma mit der Ausgabe der Birmanischen Rupie, zunächst in Währungsunion mit Indien.
1964 wurden die damals zirkulierenden Banknoten zu 50 und 100 Kyat durch General Ne Win ohne ein Umtauschrecht entwertet. 1985 wurden erneut die damals im Umlauf befindlichen 100-Kyat-Noten aus dem Verkehr gezogen. Die ungewöhnlichen Werte von 90 und 45 Kyat wurden 1987 nach der Über-Nacht-Entwertung der ebenfalls ungewöhnlichen Notenwerte zu 75, 35 und 15 Kyat, die seit 1985 in Umlauf gekommen waren, neu herausgegeben. Die Stückelungen zu 90 und 45, beides Zahlen, die durch 9 teilbar sind, waren das Ergebnis des Aberglaubens des damaligen Machthabers General Ne Win, der die Zahl neun als seine persönliche Glückszahl ansah.
Die Banknoten zu 500, 100, 50 und 20 Kyat sowie die 50-Pya-Note wurden erstmals am 27. März 1994 in Umlauf gebracht. Der 27. März ist der Tag der Streitkräfte.
Am 1. Oktober 2004 gab die Regierung die Ausgabe von neuen Banknoten zu 1000, 500 und 200 Kyat bekannt. Im Erscheinungsbild entsprechen sie den bereits umlaufenden Noten, sie sind jedoch mit 15 × 7 cm kleiner als die bisherigen.
Dem ausgedehnten Schwarzmarkt suchte die Militärregierung durch einen Zwangsumtausch für ausländische Touristen zu begegnen. Hierzu erhielt man bei der Einreise Foreign Exchange Certificates (FEC), die auf US-Dollar lauteten. Der Mindestumtausch betrug 200 US$, ein Rücktausch nicht verbrauchter FECs war nicht möglich. Im August 2003 wurde der Zwangsumtausch abgeschafft und faktisch damit auch die Existenz der FEC. Der tatsächliche im Land verwendete Kurs des Kyat betrug im November 2005 etwa 1200 Kyat/Euro. Nachdem das Militär die Erhöhung der Gehälter für öffentlich Bedienstete auf das Fünffache bekannt gegeben hatte, stieg der Kurs Anfang April 2006 auf über 1500 Kyat/Euro. Im September 2006 war in der ehemaligen Hauptstadt Yangon ein Schwarzmarkt-Kurs von 1630 Kyat/Euro und 1330 Kyat/US-Dollar üblich. In anderen – vor allem den touristischen – Landesteilen existierte zwar auch ein Schwarzmarkt, der Kurs war jedoch etwas niedriger.
Am 1. Oktober 2009 wurde erstmals die neue 5000-Kyat-Note in den freien Umlauf gebracht. Diese ziert auf der Vorderseite ein Indischer Elefant und auf der Rückseite Gebäude.
Am 2. April 2012 gab die Zentralbank von Myanmar bekannt, dass sie den Kurs des Kyat freigeben würde und setzte einen Startkurs von 818 Kyat pro US-Dollar fest. Daraufhin kündigte die Zentralbank die Ausgabe von 10.000-Kyat-Scheinen an, um wirtschaftliche Transaktionen zu erleichtern. Die 10.000-Kyat-Note wurde am 15. Juni 2012 herausgegeben. Auf der Vorderseite ist eine Wappendarstellung mit zwei Indischen Elefanten zu sehen, auf der Rückseite befindet sich der Mandalay-Palast mit Wasserspiegelung.
Am 20. März 2013 gab das Finanzministerium bekannt, dass die Foreign Exchange Certificates (FEC) abgeschafft werden.